# Научное пиратство
«Научное пиратство» — нарушение прав (копирайта) издателя на научную литературу путем предоставления всеобщего открытого (бесплатного) доступа к ней. Термин «пиратство» в значении «нарушение авторских прав» используется с начала XVII века, более известным сделал его поэт Альфред Теннисон, использовавший его в предисловии к поэме The Lover’s Tale в 1879 году.

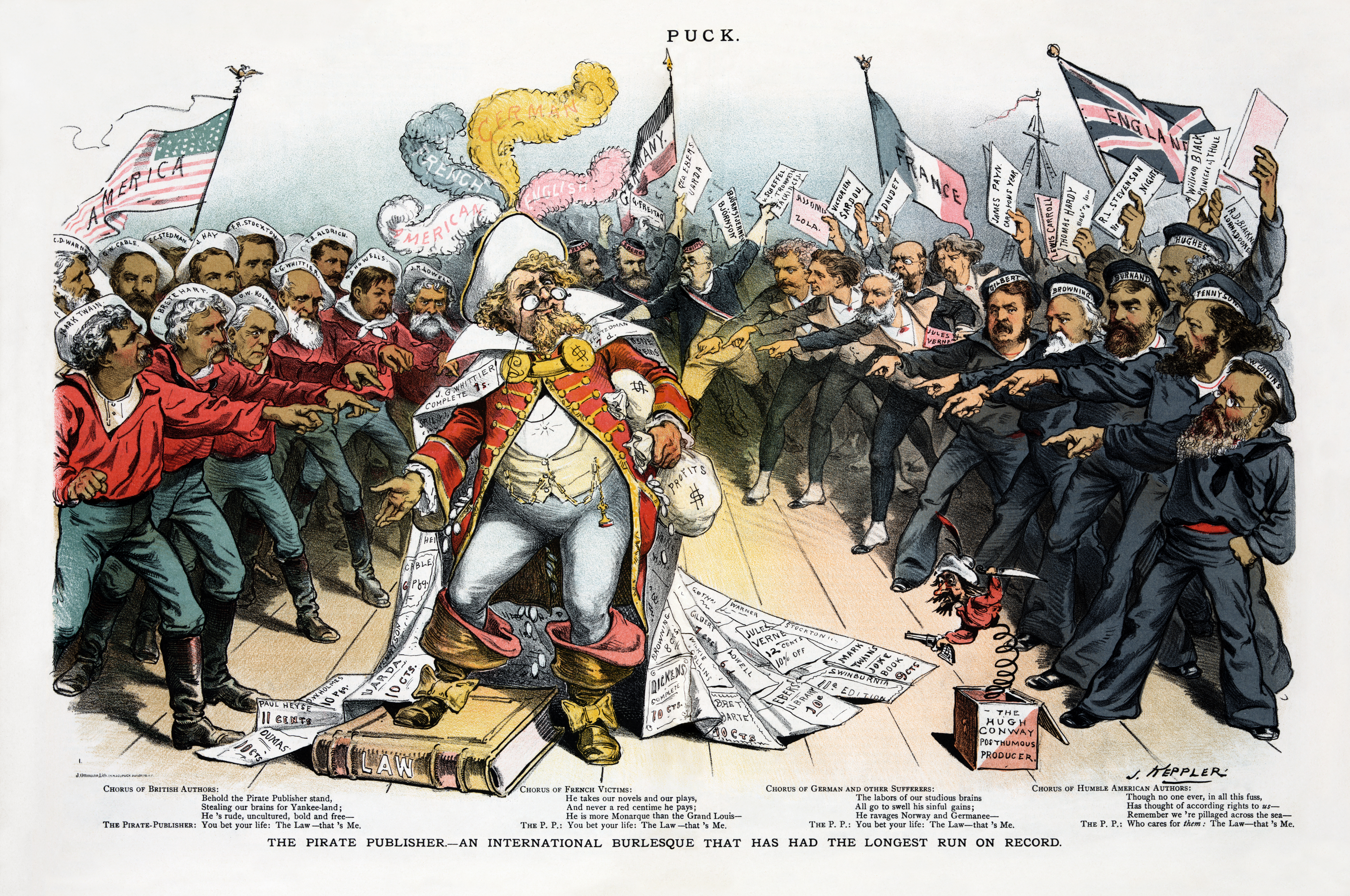
Карикатура журнала Puck на пиратское копирование текстов, выходящих за рубежом, 1886 год.

В наши дни отдельным направлением считается «научное пиратство» — предоставление открытого доступа именно к научной информации. Причина этого — высокая цена, которую приходится платить за подписку на научные журналы и доступ к научной литературе и, как следствие, недоступность многих изданий в библиотеках). Поскольку учёному в работе могут понадобиться десятки и сотни статей, и даже крупным государственным проектам для сбора аналитики о публикациях необходим доступ к ним, «научное пиратство» затрагивает практически каждого исследователя и вызывает широкий общественный резонанс, имея своих противников и сторонников.
Решением этой проблемы сторонники «научного пиратства» видят предоставление открытого доступа к научным статьям с помощью специальных сервисов, закачивающих публикации автоматически с сайтов издательств (как это делает Sci-Hub). Альтернативный подход — создание ресурсов, позволяющих учёным делиться статьями (или препринтами) и загружать их в открытый доступ самостоятельно (как ResearchGate). В таком случае нарушения авторских прав не происходит.
И хотя Ричард Столлман, автор концепции «копилефта» (по аналогии с копирайтом), призывает заменять термин «пиратство» более нейтральными, так как полагает, что это слово ассоциирует тех, кто несанкционированно копирует информацию, с морскими пиратами, которые занимаются разбоем, грабежами, нападают на корабли и убивают людей, многие продолжают называть это явление пиратством.

## Характеристика проблемы

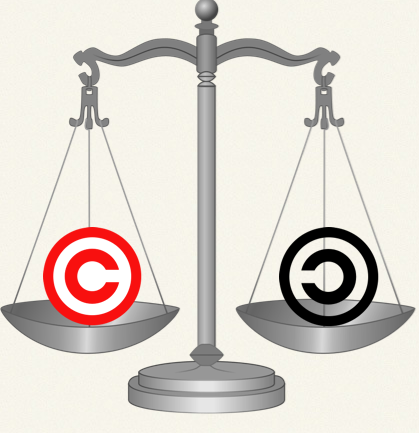
Копирайт или «копилефт»: аргументы в защиту или против интеллектуальной собственности будут наиболее вескими?

Стоимость легальной подписки на научные статьи высока. При этом деньги за подписку получают не учёные, которые провели исследование и написали статью, а издатели. В результате складывается ситуация, когда финансовые барьеры ограничивают доступ к научной информации, что, по мнению сторонников открытой науки противоречит самому понятию науки, которое подразумевает сбор, критическую оценку, распространение, анализ и перепроверку данных. Ситуация доходит до прецедентов, когда у исследователей нет доступа даже к своим собственным работам (журнал Cognition требует за подписку около $2000).
Science, один из самых авторитетных научных журналов в мире, в своём дискуссионном материале рассматривает проблему на примере учёного из Ирана: загрузка одной статьи стоит около 30 долларов, и для работы ему было бы необходимо тратить только на это более $1000 в неделю, чего он не может себе позволить. Молодой учёный встаёт перед выбором: или бросить аспирантуру, или загружать статьи нелегально. В итоге он пользуется пиратским веб-сайтом и признаётся, что не чувствует никакой вины, так как «высокие цены тормозят развитие науки».
Выражает обеспокоенность ситуацией и крупный медицинский научный журнал The Lancet, сообщая в редакционном материале, что в Перу эта проблема стоит особенно остро: медики не могут позволить себе легального доступа, и им приходится нарушать закон, чтобы поддерживать свой профессиональный уровень и быть в курсе текущих научных исследований.
Однако в реальности «незаконное» скачивание статей в больших объёмах происходит не только с территории стран третьего мира. Согласно анализам того же журнала Science, получившего доступ к данным Sci-Hub, статьи с этого пиратского сайта загружают по 200 000 раз в день (по состоянию на февраль 2016 года) со всех континентов планеты кроме Антарктиды. Скачивание происходило и из горячих точек Ливии, и с аккаунтов ведущих мировых университетов, на которые оформлена корпоративная подписка.

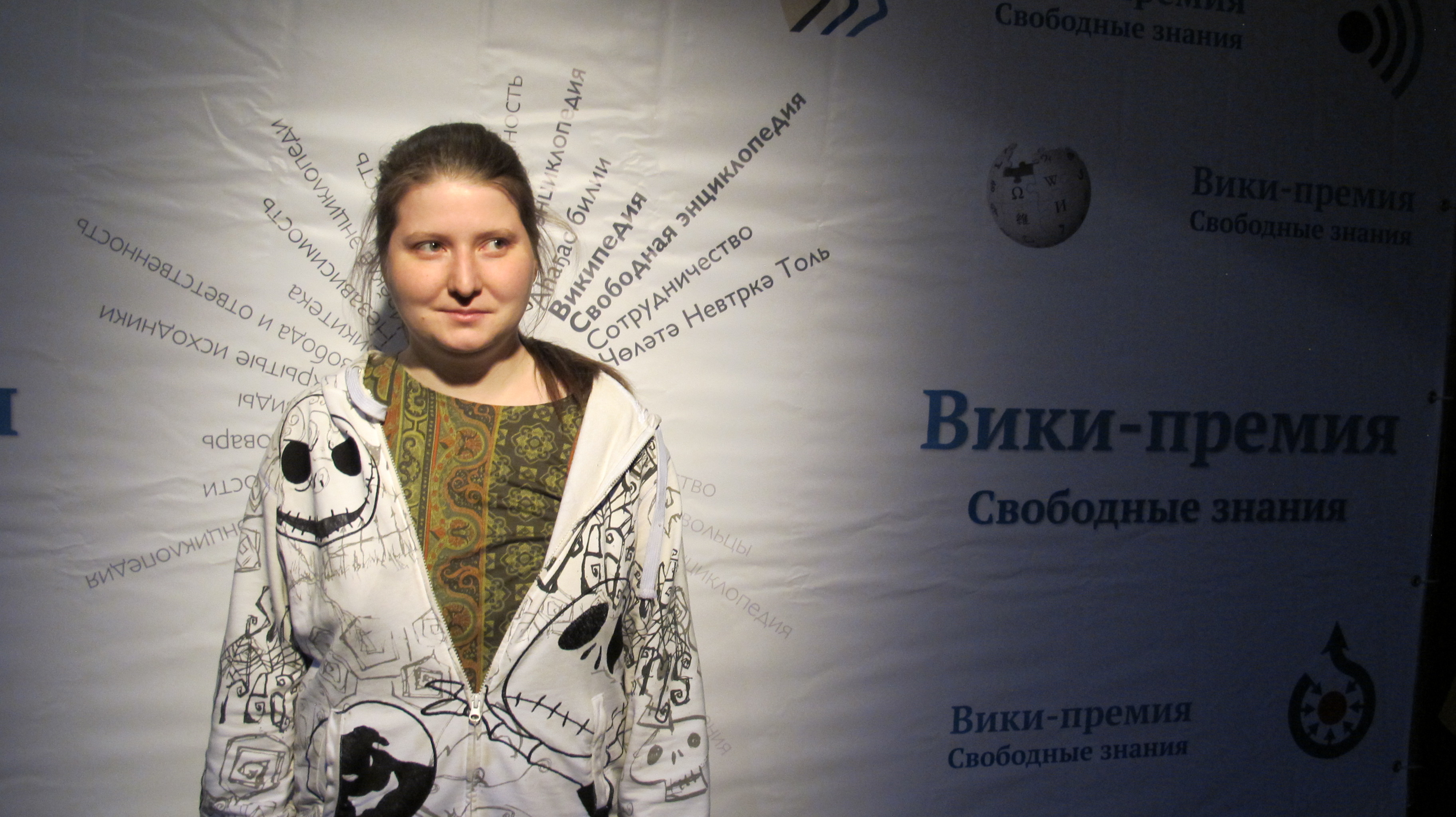
Александра Элбакян на вручении ВикиПремии «Свободные знания», 2016

Издательства, у которых сосредоточено большое количество научной информации (самые крупные из них — Elsevier и Springer), имеют свои причины делать доступ к статьям платным: статьи должны рецензироваться, сайты — поддерживаться, а номера — верстаться. Оплата труда рецензентов, дизайнеров, редакторов и технической поддержки даже при отказе от печатной версии журналов требует своих затрат. Однако с точки зрения защитников научного пиратства цены на скачивание явно завышены, и основная цель такого завышения — монополизация информации. По словам основательницы Sci-Hub Александры Элбакян,
в платном доступе находятся не только новые статьи, но и статьи, опубликованные ранее 1990-х годов и даже статьи XVIII века. Разве это необходимо, чтобы оправдать расходы издательства? Сомневаюсь. Guardian писал о том, что доход директора Elsevier составляет 150 000 (сто пятьдесят тысяч) долларов в месяц, причём основная часть дохода — это именно научные статьи. И куда столько? Все эти цены специально установлены с расчётом на то, чтобы ограничить доступ к знаниям и контролировать распространение информации. В англоязычном интернете говорят, что цены «prohibitively high», то есть ограничительно высокие».
Александра Элбакян также отмечает, что, по её мнению, это ограничение нарушает статью 39 Всеобщей декларации прав человека.

## Ресурсы, предоставляющие бесплатный доступ к научной информации

### Sci-Hub
Сервис Sci-Hub, использующий автоматизированный скрипт для нелегального скачивания статей, был создан Александрой Элбакян 5 сентября 2011 года. Александра Элбакян поддерживает идею о бесплатном неограниченном доступе к знаниям, полагая, что само наличие Sci-Hub должно подталкивать журналы к переходу на модель открытого доступа. В интервью она признаётся, что хочет, чтобы закон в итоге оказался на стороне таких проектов, как Sci-Hub и LibGen, что поможет «опрокинуть копирайт». Александра Элбакян стала Человеком года-2016 по версии наиболее цитируемого научного журнала современности, Nature, который внёс её в этот список наряду с учёными, совершившими прорывы в различных областях — от генетики до регистрации гравитационных волн. Сам журнал, однако, продолжил распространение по платной подписке.

### Прочие ресурсы
Существует целый ряд сайтов подобной направленности — LibGen (Library Genesis, второй по объёму скачиваний после Sci-Hub, где на данный момент имеется более 62 миллионов статей), Ebookee, Freshwap, AvaxHome. Часть из них также скачивает статьи автоматизированно, используя программу, похожую на анонимайзеры, другие — предоставляют ссылки по индивидуальному запросу.
LibGen по состоянию на январь 2015 года содержал 25 миллионов документов, 95 % которых относились к категории образовательных и научных текстов (статьи, учебники и др.), а 5 % — к категории развлекательной литературы (книги и комиксы). С помощью LibGen можно получить доступ к 36 % всех статей, имеющих адрес DOI, а если считать только статьи трёх самых крупных издательств — Elsevier, Springer и Wiley — то к 68 %. Ещё не проведены исследования по поводу того, кто и в каких количествах пользуется этим сервисом, хотя есть все основания предполагать, что результаты будут аналогичны таковым у Sci-Hub.
Например, на сайте Molbiol.ru можно оставлять запросы на статьи и адрес электронной почты в разделе FULL TEXT, и пользователи, имеющие требуемую статью, могут выслать её запросившему.

## Судебные тяжбы научных пиратов

### Соединённые Штаты против Шварца
В 2011 году в США начался судебный процесс по делу Аарона Шварца, обвинявшегося в краже миллионов документов из JSTOR. Согласно закону, Шварцу грозило 35 лет тюремного срока. Процесс не был доведён до конца в связи с самоубийством Шварца в январе 2013 года.

### Elsevier против Sci-Hub и LibGen
В 2015 году издательство Elsevier и Association of American Publishers подали в суд на сервисы, помогающие загружать его статьи в обход подписки, поскольку это «представляет серьёзную угрозу для издательского дела». Ранее Public Interest Registry отказывалось блокировать домены этих сайтов по запросу Elsevier без судебного заключения. В ответном письме в американский суд Александра Элбакян обвинила издательство в выуживании денег у учёных, подчеркнув, что научное пиратство не приводит к тому, что информации становится меньше, или к тому, что её кто-то лишается, поэтому научное пиратство не может считаться воровством. 28 октября суд в Нью-Йорке постановил заблокировать на уровне провайдера домены Sci-Hub и LibGen, однако проекты снова заработали на независимых доменах.
Александра Элбакян и другие научные пираты считают, что судебные тяжбы — не повод для прекращения распространения информации, и признаются, что ни в коем случае не собираются останавливать свою деятельность, чувствуя, какое количество людей по всему миру в них нуждается.
21 июня 2017 года суд США вынес решение в пользу издательства Elsevier, которое предоставило список из 100 статей, незаконно распространяемых Sci-Hub. Иск о выплате 15 миллионов долларов был удовлетворён судом, поскольку представители обвиняемых сторон — Sci-Hub и Library Genesis — не явились на слушание дела. Однако СМИ отмечают, что издательство вряд ли когда-либо получит свою компенсацию, а это решение не убедит этих и других представителей научных пиратов прекратить свою деятельность.

## Критика «научного пиратства»
С другой стороны, часть учёных-потенциальных потребителей информации даёт научному пиратству сдержанные или даже отрицательные оценки. Результаты опроса, проведённого журналом Science, показывают: 61,25 % учёных и других пользователей считают, что деятельность сайтов, подобных Sci-Hub, нарушает закон.
Заместитель главного редактора журнала также отмечает, что скачивание в обход подписки искажает статистику загрузок статьи, что может привести к недооценке влияния конкретной работы учёного на научное сообщество, и его вклад будет менее заметен, из-за чего получить финансирование на продолжение исследований будет труднее.
Также «нелегальное» скачивание создаёт трудности для научных библиотек, которые без статистики не могут оценить, насколько читатели нуждаются в подписке на конкретный журнал. Ещё одна опасность — ущерб, который «научное пиратство» может наносить некоммерческим проектам, делящимся научной информацией — университетской прессе, некоммерческим научным обществам, которые субсидируют университеты.
Очевиднее всего издержки и убытки ощущают, конечно, правообладатели, продающие платную подписку. Поиск тем, редакторская работа, оценка значимости и проверка подлинности научных результатов, написание текстов, поддержка новостных отделов, печать или работа веб-сайтов — всё это требует финансирования, хотя научные пираты считают, что сумма, которую издатели запрашивают, непомерно завышена.

## Протестные акции учёных против платного доступа
Крупнейшим собственником научных статей является издательский дом Elsevier, выпускающий около 2000 научных журналов и 250 000 статей в год. Его ценовая политика вызывает множество возмущений: при том, что вклад издателя в публикацию невелик, прибыль отделения Elseiver Science & Medical равна 36 % (тогда как в среднем по рынку она составляет 5 %). Распространена так называемая «подписка пачками», когда университет не может оформить доступ к одному журналу, а вынужден платить за целый пакет, который составляет не он сам, а издатель. Также Elsevier активно лоббирует законодательные акты в защиту авторского права (SOPA, PIPA, Research Works Act) и лишает доступа все библиотеки, не согласные с его ценовой политикой.
В связи с этим от подписки демонстративно отказались Гарвардский университет, Библиотека Конгресса США, Корнуэллский университет, Массачусетский технологический институт и другие крупные американские организации. В знак протеста редакция журнала «Топология» уволилась в полном составе и заключила контракт с другим издательством.
Самой масштабной акцией протеста стало движение The Cost of Knowledge («Цена знаний»), инициированное 21 января 2012 года математиком из Кембриджского университета Тимоти Гауэрсом, призывавшим бойкотировать журналы издательства, не публикуясь в них, не оформляя подписку, выкладывая свои статьи в открытый доступ. Только за три месяца количество участников достигло 10 000, позднее это число выросло до 16 000 (по состоянию на 18 сентября 2018 года точное число — 17223). Акцию поддержал журнал The Guardian, заявив, что
редакторы, проверяющие, исследователи, представители фондов, библиотекари и читатели могут работать сообща во имя распространения и потребления научного знания. Те же издатели старой школы, которые могут существовать только в эпоху без интернета, не могут больше принести ощутимую пользу этому процессу.
1 января 2017 года 60 немецких университетских библиотек объявили бойкот издательству, не договорившись с ним о цене подписки. Elsevier отключило им доступ до 15 февраля.
Большинство этих акций не производит на издательство никакого впечатления: по его данным, 38 % объявивших бойкот учёных вынуждены были изменить своё мнение и опубликоваться в одном из журналов Elsevier.

## «Научное пиратство» и открытая наука
Набирает силу и популярность также движение за открытую науку. В отличие от научного пиратства, его сторонники призывают перейти на легальный открытый доступ к научной информации и публиковать статьи в изданиях, где их можно будет читать и использовать бесплатно и без ограничений. Сторонники этой идеи предлагают также понизить «порог входа» в науку, считая, что право участвовать в исследованиях должен иметь каждый желающий. Проекты в этом русле называют «гражданской наукой» (Citizen Science) или «научным краудсорсингом». В рамках подобных проектов пользователи-участники, к примеру, компьютерной игры, могут заниматься поиском нужной конформации белка или РНК, помогая профессиональным учёным, а если им удастся совершить ценное открытия — стать соавторами настоящей научной статьи. Выкладываются в открытый доступ и «сырые» данные, нуждающиеся в обработке — к примеру, результаты астрономических наблюдений или прочтения геномов.
Критики этого движения отмечают, что такие данные могут быть использованы во зло — например, информация о геномах опасных вирусов может помочь создателям биологического оружия. С другой стороны, такая политика предоставления права читать статьи всякому желающему ведёт к необходимости тщательнее проверять свои результаты перед публикацией. Также открытая наука способствует поиску свежих нестандартных решений, помогает справляться с большими объёмами данных и быстрее обмениваться информацией внутри самого научного сообщества.
Кажется, что движение за открытую науку противопоставлено научному пиратству, однако эта разница во взглядах иллюзорна. Как отмечают сами научные пираты, например, Александра Элбакян, настоящая цель их деятельности — убедить издательства, что юридические схемы интеллектуальной собственности на научную информацию безнадёжно устарели, и пытаться монополизировать результаты исследований не получится, поскольку программисты учатся обходить любые запреты. Когда издательства поймут, что платная подписка не имеет смысла, мир перейдёт на лицензии всеобщего открытого доступа — именно за таким подходом видят будущее и сторонники открытой науки, и научные пираты.

### В России
В России существует ассоциация «Открытая наука», директором которой является Дмитрий Семячкин, один из основателей КиберЛенинки, российской электронной научной библиотеки, также основанной на парадигме Open Science. Публикуемые КиберЛенинкой статьи (их на сайте чуть больше миллиона) распространяются по лицензии Creative Commons (открытого доступа), что не является нарушением закона. Звучат призывы к борьбе с информационным неравенством и на уровне Минобрнауки.

## Открытый доступ
Поскольку учёные не получают никакого дохода от публикации, многие из них не видят никакой пользы в ограничении доступа к ней. Более того, им выгоднее, чтобы росло число читателей статьи, и, в конечном счёте, её цитируемость и их импакт-фактор, поскольку именно от этого зависит финансирование дальнейших исследований. Помимо научного пиратства, существует и легальный способ делиться научными публикациями — открытый доступ.
Один из путей — депонирование статьи (публикация в журнале по подписке и параллельное выкладывание её на специализированные ресурсы, например, репозиторий университета, arXiv.org или CiteSeer, существующие более 25 лет, или не так давно появившийся репозиторий биологических научных статей bioRxiv который, однако, уже стремится вобрать в себя «Центральный сервис», создаваемый ASAPbio). Другой способ — изначальная публикация на ресурсе, который сразу же выкладывает статьи в открытый доступ. Однако нужно понимать, что сейчас далеко не все статьи можно получить таким образом.
Согласно идее, на которой основана работа проекта Sci-Hub, информации не становится меньше, если ею делиться, и само понятие копирайта по отношению к научным исследованиям безнадёжно устарело, поэтому открытый доступ должен стать «новой и прогрессивной моделью научной коммуникации». По мнению создательницы сайта Александры Элбакян, «законы о копирайте делают юридически нелегальной работу электронных библиотек и закрывают доступ к знаниям большинству людей, в то же время позволяя отдельным индивидам извлекать из этой ситуации огромные прибыли, создавая и поддерживая не только информационное, но и экономическое неравенство».
Минобрнауки России делает шаги навстречу открытому доступу: в 2017 году планируется оформление «национальной подписки», благодаря которой доступ к базам евразийских и российских патентов, а также базам научных публикаций Scopus и Web of Science получат большинство научных и учебных государственных учреждений страны. Александра Элбакян назвала подобные траты «неразумными».
7 апреля 2017 года был запущен проект «Инициатива за открытое цитирование» (Initiative for Open Citations, I4OC), направленный на то, чтобы сделать доступными бесплатно ссылки и цитаты на 14 миллионов статей, которые индексируются сервисом Crossref. В отличие от проекта Google Scholar, I4OC предлагает открыть статьи не только для просмотра и чтения, но и для цитирования и для любого использования, применяя максимально свободную лицензию. Инициаторами этого проекта стали фонд Wikimedia Commons, австралийский Университет Кертина и другие организации, сейчас его поддержали уже 29 издателей. Цель на будущее — открыть доступ к 40 % индексируемых статей (сейчас доступен только 1 %).
Сети цитирования образуют ткань, которая соединяет научное знание, и играют важнейшую роль в определении тех, кто первым совершил научное открытие
 — говорит один из участников проекта, издатель Бернд Пулвевер.
Также 4 апреля появилось новое расширение для Google Chrome под названием Unpaywall. Оно позволяет легально искать бесплатные версии статей, за доступ к которым издательства предлагают платить. Среди самых топовых работ с его помощью можно получить доступ к 84 % публикаций, но у менее популярных и высокоимпактных статей вероятность найти бесплатную версию гораздо ниже. Новый сервис уже окрестили «научным каперством».